# 888 (numero)
Ottocentoottantotto (888) è il numero naturale dopo l'887 e prima dell'889.

## Proprietà matematiche
- È un numero pari.
- È un numero composto da 16 divisori: 1, 2, 3, 4, 6, 8, 12, 24, 37, 74, 111, 148, 222, 296, 444, 888. Poiché la somma dei suoi divisori (escluso il numero stesso) è 1392 > 888, è un numero abbondante.
- È un numero semiperfetto in quanto pari alla somma di alcuni (o tutti) i suoi divisori.
- È un numero palindromo e un numero a cifra ripetuta nel sistema numerico decimale e nel sistema di numerazione posizionale a base 36 (OO).
- È un numero ondulante nel sistema posizionale a base 6 (4040) e a base 15 (3E3). In quest'ultima base è palindromo.
- È un numero felice.
- È un numero di Harshad nel sistema di numerazione decimale.
- È un numero congruente.
- È un numero malvagio.
- È un numero 62-gonale e 297-gonale.
- È un numero pratico, ovvero tutti i numeri positivi interi fino all'888 possono essere rappresentati come somma di distinti divisori di 888.[1]
- È il più piccolo multiplo di 24 in cui la somma delle cifre che lo compongono è pari a 24,[2] e nel quale la somma delle cifre è divisibile per ognuna di tali cifre.[2]
- 8883 = 700227072 è il più piccolo cubo nel quale ogni cifra compare esattamente tre volte,[2] e il solo cubo dove tre distinte cifre compaiono ognuna tre volte.[3]
- È parte delle terne pitagoriche (259, 888, 925), (288, 840, 888), (370, 888, 962), (666, 888, 1110), (888, 1184, 1480), (888, 1225, 1513), (888, 1665, 1887), (888, 2590, 2738), (888, 2666, 2810), (888, 4059, 4155), (888, 5291, 5365), (888, 5440, 5512), (888, 8190, 8238), (888, 10934, 10970), (888, 12305, 12337), (888, 16416, 16440), (888, 21895, 21913), (888, 24634, 24650), (888, 32850, 32862), (888, 49280, 49288), (888, 65709, 65715), (888, 98566, 98570), (888, 197135, 197137).

## Astronomia
- 888 Parysatis è un asteroide della fascia principale del sistema solare.
- NGC 888 è una galassia ellittica della costellazione dell'Orologio.

## Astronautica
- Cosmos 888 è un satellite artificiale russo.

## Significati simbolici

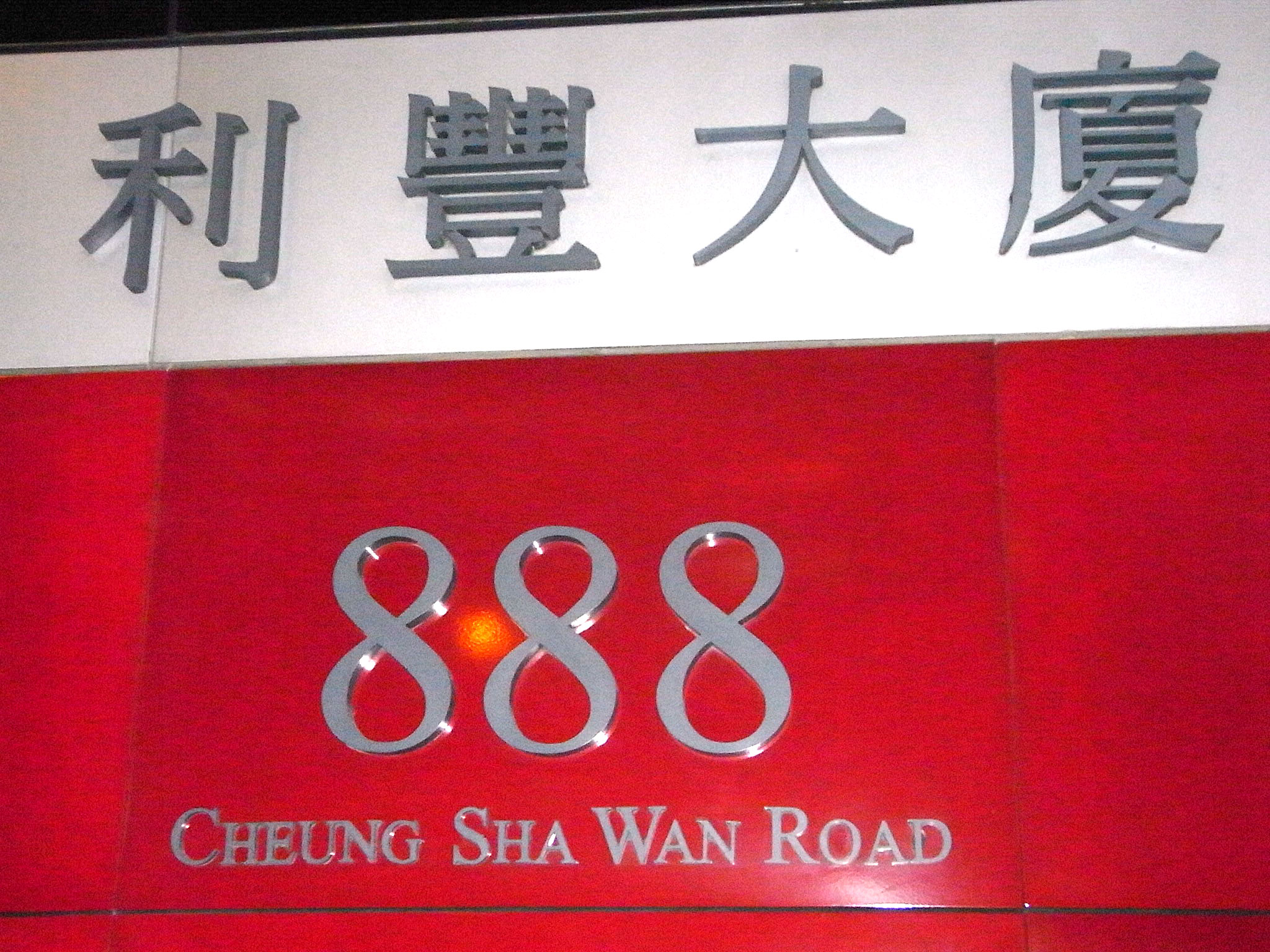
Numero civico 888 sulla LiFung Tower di Hong Kong

Nella numerologia cristiana il numero 888 rappresenta Gesù o, ancora più specificamente, il Redentore. Tale significato simbolico deriverebbe o dalla Gematria (perché sommando i valori delle lettere dell'alfabeto greco nel quale viene traslitterato il nome di Gesù si ottiene 888) oppure perché opposto a 666, il Numero della Bestia.
Nella numerologia cinese 888 ha un diverso significato, quello di tripla fortuna, perché in esso viene rafforzato il carattere propizio della cifra 8. Per questa ragione anche indirizzi e numeri telefonici che contengono la sequenza di tre 8 sono considerati particolarmente fortunati, e per ottenerne l'assegnazione può essere richiesto il pagamento di un extra rispetto al costo di un numero ordinario.